# Edouard Mortier
Edouard Mortier, francoski maršal, * 1768, † 1835.